# Олимпийская ассоциация Ямайки
Олимпийская ассоциация Ямайки (англ. Jamaica Olympic Association; уникальный код МОК — JAM) — организация, представляющая Ямайку в международном олимпийском движении. Штаб-квартира расположена в Кингстоне. Ассоциация основана в 1936 году, в том же году была принята в МОК, является членом ПАСО, организует участие спортсменов из Ямайки в Олимпийских, Панамериканских играх и других международных соревнованиях. 